# Spinularia spinularia
Spinularia spinularia är en svampdjursart som först beskrevs av James Scott Bowerbank 1866.  Spinularia spinularia ingår i släktet Spinularia och familjen Polymastiidae. Arten är reproducerande i Sverige. Inga underarter finns listade i Catalogue of Life.